# Покушение на ГОЭЛРО
«Покушение на ГОЭЛРО» — советский трёхсерийный телевизионный художественный фильм 1986 года производства Свердловской киностудии по заказу Гостелерадио СССР. В основе фильма — одноимённая повесть А. Полякова. Жанр фильма — приключенческий исторический детектив. Режиссёр — Николай Гусаров.

## Сюжет
Основные события в фильме происходят в городе Краснотальске, на Урале (съёмки происходили в Кунгуре и Свердловске). Время действия — 1932 год. На одной из электростанций совершен диверсионный акт, работа станции остановлена. ОГПУ разыскивает немецкую агентуру, пытающуюся сорвать выполнение плана ГОЭЛРО. Враги нацелены на выведение из строя стратегически важных объектов Урала и ДнепроГЭСа.
С целью усилить розыск и выйти на агентуру врага в Краснотальск командируется опытный сотрудник ОГПУ Виктор Сергеевич Ларцев. На месте он сталкивается с кустарными методами расследования. Непродуманные действия органов вредят делу. Ларцев неспеша, шаг за шагом начинает своё расследование, на ходу обучая сотрудников его правильному ведению. И вот шпион схвачен и получает по заслугам, но жизнь многих хороших людей заканчивается трагически.

## В ролях
- Антанас Барчас — Вячеслав Рудольфович Менжинский, председатель ОГПУ
- Игорь Ледогоров — Леонид Петрович Базов, начальник особого отдела ОГПУ
- Юрий Назаров — Виктор Сергеевич Ларцев, сотрудник центрального аппарата ОГПУ, командированный в город Краснотальск
- Георгий Юматов — Василий Ильич Сергеев, начальник Краснотальского сектора ОГПУ, бывший «красный партизан»
- Алексей Булдаков — Иван Сергеевич Воробьёв, заместитель начальника Краснотальского сектора ОГПУ
- Юрий Малашин — Геннадий Шумков, сотрудник ОГПУ в городе Краснотальске
- Виктор Мамаев — Емельян Бубнов, сотрудник ОГПУ в городе Краснотальске
- Вячеслав Белоусов — Павел Веселов, сотрудник ОГПУ в городе Краснотальске
- Александр Михайлов — Никита Григорьевич Бугров, главный инженер станкостроительного завода в городе Краснотальске, одноклассник Игоря Борисова
- Анна Каменкова — Нина Бугрова, супруга Никиты Бугрова, бывшая возлюбленная Егорова / Дубровцева
- Родион Нахапетов — Игорь Николаевич Борисов, сотрудник советской внешнеторговой организации «Электроимпорт», агент «N2» немецкой разведки, он же Андрис Браун — резидент ОГПУ в Германии, одноклассник Никиты Бугрова.
- Вера Глаголева — Екатерина Сергеевна Царёва, учительница, сестра Вадима Норкевича, невеста Игоря Борисова
- Павел Белозёров — Степан Акимович Пономарёв, переводчик, завербован немецкой разведкой
- Валерий Баринов — Николай Митрофанович Егоров, дежурный железнодорожной станции, он же Сергей Дубровцев, бывший капитан контрразведки в армии Колчака
- Валерий Захарьев — носильщик на железнодорожной станции, вор-карманник Валет
- Геннадий Юхтин — Афанасий Матвеевич Мокин, заведующий складом станкостроительного завода в городе Краснотальске
- Светлана Рябова — Антонина Афанасьевна Мокина, дочь кладовщика Мокина, секретарь в Краснотальском секторе ОГПУ, невеста Егорова
- Альгимантас Масюлис — Генрих фон Габт, руководитель русского отдела фирмы «Континенталь» в Берлине, полковник немецкой разведки
- Борис Клюев — Ганс Мюллер, майор немецкой разведки, он же Михаил, резидент ОГПУ в Германии
- Гедиминас Гирдвайнис — Франц Фишер, руководитель представительства немецкой фирмы «Континенталь» в СССР, сотрудник немецкой разведки
- Гедиминас Карка — Бюхнер, сотрудник немецкой фирмы «Континенталь» в СССР, сотрудник немецкой разведки
- Валерий Доронин — Фюман, сотрудник немецкой фирмы «Континенталь» в СССР, шофер Фишера, сотрудник немецкой разведки, член НСДАП
- Любовь Полищук — Анна Сергеевна Маринова, сотрудница немецкой фирмы «Континенталь» в СССР, секретарь Фишера, осведомительница ОГПУ
- Пётр Зайченко — Щербаков, секретарь райкома ВКП(б) в городе Краснотальске
- Олег Афанасьев — Рогов, «Афанасьич», оперуполномоченный ОГПУ в городе Краснотальске
- Александр Ческидов — Петр Рудаков, механик станкостроительного завода в Краснотальске
- Муза Крепкогорская — работница станкостроительного завода в Краснотальске
- Александр Лебедев — Лукич, боец ВОХР на станкостроительном заводе в городе Краснотальске
- Милена Тонтегоде — Юлия, секретарь Габта в фирме «Континенталь» в Берлине, сотрудница немецкой разведки
- Игорь Белозёров — коммерсант
- Владимир Кабалин — Лука Кузьмич Миронов
- Алексей Михайлов — Вадим Норкевич, брат Екатерины Царёвой, невесты Игоря Борисова, работающий на немецкую разведку

## Награды
Сценарист Романов, Владислав Иванович за сценарий к трёхсерийному телевизионному фильму «Покушение на ГОЭЛРО» удостоен премий Союза писателей СССР, Союза кинематографистов СССР и КГБ СССР.